# Sindaci di Foggia
Di seguito l'elenco cronologico dei sindaci di Foggia e delle altre figure apicali equivalenti che si sono succedute nel corso della storia.

## Regno di Napoli (1808-1860)
| Periodo | Periodo | Primo cittadino    | Partito | Carica  | Note |
| ------- | ------- | ------------------ | ------- | ------- | ---- |
| 1808    |         | Giuseppe de Luca   |         | Sindaco | -    |
| 1812    |         | Domenico Donadoni  |         | Sindaco | -    |
| 1823    |         | Lorenzo Filiasi    |         | Sindaco | -    |
| 1828    |         | Giovanni Donadoni  |         | Sindaco | -    |
| 1848    | 1851    | Luigi de Luca      |         | Sindaco | -    |
| 1851    |         | Gaetano Barone     |         | Sindaco | -    |
| 1851    | 1856    | Alessio Barone     |         | Sindaco | -    |
| 1856    | 1858    | Vincenzo Celentano |         | Sindaco | -    |
| 1858    | 1860    | Alessio Barone     |         | Sindaco | -    |

## Regno d'Italia (1861-1946)
| Periodo | Periodo | Primo cittadino     | Partito                        | Carica                  | Note |
| ------- | ------- | ------------------- | ------------------------------ | ----------------------- | ---- |
| 1860    | 1861    | Saverio Salerni     |                                | Sindaco                 | -    |
| 1861    | 1862    | Lorenzo Scillitani  |                                | Sindaco                 | -    |
| 1862    |         | Gaetano del Giudice |                                | Sindaco                 | -    |
| 1863    |         | Gaetano Longo       |                                | Sindaco                 | -    |
| 1863    |         | Giuseppe de Ferrari |                                | Sindaco                 | -    |
| 1863    | 1865    | Felice La Stella    |                                | Sindaco                 | -    |
| 1865    | 1866    | Pasquale Scocchera  |                                | Sindaco                 | -    |
| 1866    | 1872    | Lorenzo Scillitani  |                                | Sindaco                 | -    |
| 1872    | 1876    | Raffaele Nannarone  |                                | Sindaco                 | -    |
| 1878    | ?       | Ernesto Cicella     |                                | Sindaco                 | -    |
| 1880    | 1883    | Vincenzo de Nittis  |                                | Sindaco                 | -    |
| 1885    | ?       | Giacomo Celentano   |                                | Sindaco                 | -    |
| 1887    | ?       | B.Carelli           |                                | Sindaco                 | -    |
| 1896    | ?       | Ernesto Cicella     |                                | Sindaco                 | -    |
| 1900    | 1905    | Emilio Perrone      |                                | Sindaco                 | -    |
| 1905    | 1906    | Ettore Valentini    |                                | Sindaco                 | -    |
| 1906    | 1912    | Emilio Perrone      |                                | Sindaco                 | -    |
| 1912    | 1913    | Adelchi Ricca       |                                | Sindaco                 | -    |
| 1914    | 1920    | Raffaele Vaccarella |                                | Sindaco                 | -    |
| 1920    | 1923    | Giuseppe Mandara    |                                | Sindaco                 | -    |
| 1923    | 1925    | Giuseppe Baccalone  |                                | Regio Commissario       | -    |
| 1925    | 1926    | Edoardo Tomaiuolo   |                                | Regio Commissario       | -    |
| 1926    | 1927    | Ferdinando Straticò |                                | Regio Commissario       | -    |
| 1927    | 1934    | Alberto Perrone     | PNF                            | Podestà                 | -    |
| 1934    | 1935    | Luigi Filiasi       | PNF                            | Podestà                 | -    |
| 1935    | 1943    | Giovanni Pepe       | PNF                            | Podestà                 | -    |
| 1943    |         | Salvatore Margiotta |                                | Commissario prefettizio | -    |
| 1943    | 1944    | Virgilio Guarducci  |                                | Commissario prefettizio | -    |
| 1944    | 1945    | Luigi Sbano         | Partito Democratico del Lavoro | Sindaco                 | -    |

## Repubblica Italiana (dal 1946)
| Sindaci eletti dal Consiglio comunale (1946-1995)    | Sindaci eletti dal Consiglio comunale (1946-1995)                                          | Sindaci eletti dal Consiglio comunale (1946-1995) | Sindaci eletti dal Consiglio comunale (1946-1995) | Sindaci eletti dal Consiglio comunale (1946-1995) | Sindaci eletti dal Consiglio comunale (1946-1995) | Sindaci eletti dal Consiglio comunale (1946-1995) | Sindaci eletti dal Consiglio comunale (1946-1995) | Sindaci eletti dal Consiglio comunale (1946-1995) |
| Nominativo                                           | Nominativo                                                                                 | Partito                                           | Partito                                           | Partito                                           | Partito                                           | Mandato                                           | Mandato                                           | Elezione                                          |
| Nominativo                                           | Nominativo                                                                                 | Partito                                           | Partito                                           | Partito                                           | Partito                                           | Inizio                                            | Fine                                              | Elezione                                          |
| ---------------------------------------------------- | ------------------------------------------------------------------------------------------ | ------------------------------------------------- | ------------------------------------------------- | ------------------------------------------------- | ------------------------------------------------- | ------------------------------------------------- | ------------------------------------------------- | ------------------------------------------------- |
|                                                      | Mario Sabino (Commissario prefettizio)                                                     | –                                                 | –                                                 | –                                                 | –                                                 | 1946                                              | 1947                                              | –                                                 |
|                                                      | Giuseppe Imperiale                                                                         |                                                   | Partito Comunista Italiano                        | Partito Comunista Italiano                        | Partito Comunista Italiano                        | 1947                                              | 20 maggio 1948                                    | Elezione 1946                                     |
|                                                      | Paolo Telesforo                                                                            |                                                   | Fronte dell'Uomo Qualunque                        | Fronte dell'Uomo Qualunque                        | Fronte dell'Uomo Qualunque                        | 20 maggio 1948                                    | 23 marzo 1950                                     | Elezione 1946                                     |
|                                                      | Vito Ciampoli                                                                              |                                                   | Fronte dell'Uomo Qualunque                        | Fronte dell'Uomo Qualunque                        | Fronte dell'Uomo Qualunque                        | 23 marzo 1950                                     | 18 giugno 1952                                    | Elezione 1946                                     |
|                                                      | Giuseppe Pepe                                                                              |                                                   | Movimento Sociale Italiano                        | Movimento Sociale Italiano                        | Movimento Sociale Italiano                        | 18 giugno 1952                                    | 3 luglio 1956                                     | Elezione 1952                                     |
|                                                      | Girolamo Caggianelli                                                                       |                                                   | Indipendente                                      | Indipendente                                      | Indipendente                                      | 3 luglio 1956                                     | 24 maggio 1957                                    | Elezione 1956                                     |
|                                                      | Vittorio de Miro d'Aieta                                                                   |                                                   | Democrazia Cristiana                              | Democrazia Cristiana                              | Democrazia Cristiana                              | 24 maggio 1957                                    | 1961                                              | Elezione 1956                                     |
|                                                      | Carlo Forcella                                                                             |                                                   | Democrazia Cristiana                              | Democrazia Cristiana                              | Democrazia Cristiana                              | 1962                                              | 1966                                              | Elezione 1962                                     |
|                                                      | Vittorio Salvatori                                                                         |                                                   | Democrazia Cristiana                              | Democrazia Cristiana                              | Democrazia Cristiana                              | 1966                                              | 1972                                              | Elezione 1966                                     |
|                                                      | Pellegrino Graziani                                                                        |                                                   | Democrazia Cristiana                              | Democrazia Cristiana                              | Democrazia Cristiana                              | 1972                                              | 1976                                              | Elezione 1971                                     |
| 1976                                                 | Pellegrino Graziani                                                                        | 21 giugno 1981                                    | Democrazia Cristiana                              | Democrazia Cristiana                              | Democrazia Cristiana                              | Elezione 1976                                     |                                                   |                                                   |
|                                                      | Giovanni Mongiello                                                                         |                                                   | Democrazia Cristiana                              | Democrazia Cristiana                              | Democrazia Cristiana                              | 21 giugno 1981                                    | 1º marzo 1983                                     | Elezione 1981                                     |
|                                                      | Enzo Petrino                                                                               |                                                   | Democrazia Cristiana                              | Democrazia Cristiana                              | Democrazia Cristiana                              | 1º marzo 1983                                     | 1985                                              | Elezione 1981                                     |
| 1985                                                 | Enzo Petrino                                                                               | 15 aprile 1988                                    | Democrazia Cristiana                              | Democrazia Cristiana                              | Democrazia Cristiana                              | Elezione 1985                                     |                                                   |                                                   |
|                                                      | Carmine Tavano                                                                             |                                                   | Democrazia Cristiana                              | Democrazia Cristiana                              | Democrazia Cristiana                              | Elezione 1985                                     | 15 aprile 1988                                    | 3 agosto 1990                                     |
|                                                      | Domenico Verile                                                                            |                                                   | Democrazia Cristiana                              | Democrazia Cristiana                              | Democrazia Cristiana                              | 3 agosto 1990                                     | 23 giugno 1992                                    | Elezione 1990                                     |
|                                                      | Salvatore Chirolli                                                                         |                                                   | Democrazia Cristiana                              | Democrazia Cristiana                              | Democrazia Cristiana                              | 23 giugno 1992                                    | 8 maggio 1995                                     | Elezione 1990                                     |
| Sindaci eletti direttamente dai cittadini (dal 1995) |                                                                                            |                                                   |                                                   |                                                   |                                                   |                                                   |                                                   |                                                   |
| Nominativo                                           | Nominativo                                                                                 | Partito                                           | Partito                                           | Coalizione                                        | Coalizione                                        | Mandato                                           | Mandato                                           | Elezione                                          |
| Nominativo                                           | Nominativo                                                                                 | Partito                                           | Partito                                           | Coalizione                                        | Coalizione                                        | Inizio                                            | Fine                                              | Elezione                                          |
|                                                      | Paolo Agostinacchio                                                                        |                                                   | Alleanza Nazionale                                |                                                   | FI-AN-CCD                                         | 8 maggio 1995                                     | 13 giugno 1999                                    | Elezione 1995                                     |
| 13 giugno 1999                                       | Paolo Agostinacchio                                                                        | 28 giugno 2004                                    | Alleanza Nazionale                                | Elezione 1999                                     | FI-AN-CCD                                         |                                                   |                                                   |                                                   |
|                                                      | Orazio Ciliberti                                                                           |                                                   | Democrazia è Libertà - La Margherita              |                                                   | DS-DL-SDI                                         | 28 giugno 2004                                    | 23 giugno 2009                                    | Elezione 2004                                     |
|                                                      | Orazio Ciliberti                                                                           | Partito Democratico                               |                                                   |                                                   | DS-DL-SDI                                         | 28 giugno 2004                                    | 23 giugno 2009                                    | Elezione 2004                                     |
|                                                      | Gianni Mongelli                                                                            |                                                   | Partito Democratico                               |                                                   | PD-PSI-SEL                                        | 23 giugno 2009                                    | 11 giugno 2014                                    | Elezione 2009                                     |
|                                                      | Franco Landella                                                                            |                                                   | Forza Italia                                      |                                                   | FI-NCD-FdI                                        | 11 giugno 2014                                    | 13 giugno 2019                                    | Elezione 2014                                     |
|                                                      | Franco Landella                                                                            | Lega                                              |                                                   | FI-Lega-FdI-UdC-L. civiche                        | 13 giugno 2019                                    | 25 maggio 2021                                    | Elezione 2019                                     |                                                   |
|                                                      | Marilisa Magno (Commissario prefettizio, poi commissario straordinario)                    | –                                                 | –                                                 | –                                                 | –                                                 | 25 maggio 2021                                    | 6 agosto 2021                                     | –                                                 |
|                                                      | Marilisa Magno Rachele Grandolfo Sebastiano Giangrande (Commissione straordinaria)         | –                                                 | –                                                 | –                                                 | –                                                 | 6 agosto 2021                                     | 25 febbraio 2023                                  | –                                                 |
|                                                      | Vincenzo Cardellicchio Rachele Grandolfo Sebastiano Giangrande (Commissione straordinaria) | –                                                 | –                                                 | –                                                 | –                                                 | 25 febbraio 2023                                  | 27 ottobre 2023                                   | –                                                 |
|                                                      | Maria Aida Episcopo                                                                        |                                                   | Indipendente                                      |                                                   | PD-M5S-Con-Az-L. civiche                          | 27 ottobre 2023                                   | in carica                                         | Elezione 2023                                     |